# Нова Стефія
Нова Сте́фія (рос. Новая Стефия) — селище у складі Земетчинського району Пензенської області, Росія.
Населення — 5 осіб (2010; 7 у 2002).
Національний склад станом на 2002 рік:
- росіяни — 100 %